# Nikki Dial

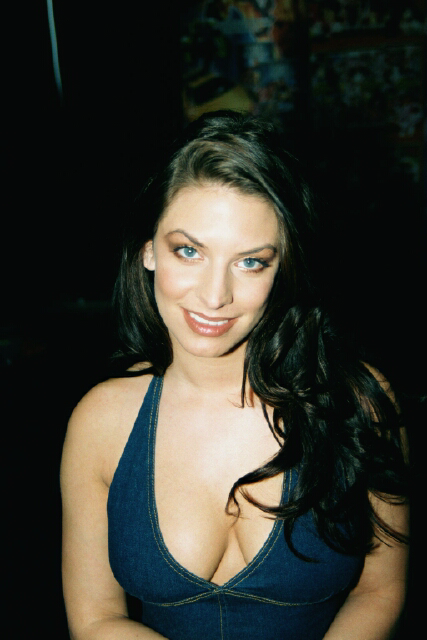
Nikki Dial bei der AVN Adult Entertainment Expo 2002

Nikki Dial (* 5. Oktober 1973 als Nicole Grenier in Erie, Pennsylvania) ist eine US-amerikanische ehemalige Pornodarstellerin. 

## Werdegang
Sie begann ihre Pornofilmkarriere im Alter von 18 Jahren und spielte von 1991 bis 1996 in über 70 Filmen mit. Ihre erste Szene war in dem Film American Built.
Sie arbeitete für Pornofilmstudios wie Legend und VCA Pictures und war ein Jahr lang bei Vivid unter Vertrag. Dial zog sich um das Jahr 1995 weitgehend aus der Pornobranche zurück, um sich auf ein College-Studium zu konzentrieren, spielte aber gelegentlich noch in Filmen mit und trat als Striptease-Tänzerin in Clubs auf. Außerdem verlieh sie auch Figuren in Hentai-Animefilmen eine englische Synchronstimme.

## Auszeichnungen
- 1992 XRCO Starlet of the Year[2]
- 1994 F.O.X.E. Female Fan Favorite[3]
- 2008 XRCO Hall of Fame[4]
- 2024: Aufnahme in die AVN Hall of Fame[5]